# Hansdampf in allen Gassen
Als Hansdampf in allen Gassen wird umgangssprachlich ein aktiver, vielseitiger und umtriebiger Mensch bezeichnet, ein Tausendsassa bzw. ein Generalist.

## Varianten
Im Bairischen wie hochsprachlich bei Beschreibungen Bayerns oder Münchens wird etwas differenzierter der Gschaftlhuber als umtriebiger Manager oder Vereinsmeier und der Adabei für omnipräsente Demimonde, B-Prominenz und Dauergäste bei gesellschaftlichen Veranstaltungen verwendet.
In englischsprachigen Ländern war zunächst der Jack of all trades (nach einem alten umgangssprachlichen Ausdruck Jack für journeyman ‚Geselle‘) das Pendant zum Hansdampf in allen Gassen. Eine moderne weibliche Variante dazu ist Jill of all trades (etwa Julia in allen Gassen). Bekannt ist auch die Erweiterung: Jack of all trades – and master of none (dt. etwa: in jedem Beruf Geselle, aber in keinem ein Meister).
Der Ausdruck Hans Dampf in allen Gassen geht auf die gleichbedeutende Wendung Hans in allen Gassen zurück. Die Wendung stammt vom Kuchen, der am Johannistag nach dem Abbacken in der Lohnbäckerei dampfend nach Hause getragen wurde. Die Wendung Hans in allen Gassen tritt in der Literatur in dem 1667 erschienenen Roman Der abenteuerliche Simplicissimus von Hans Jakob Christoffel von Grimmelshausen (2. Buch, 7. Kapitel) auf. In der Sammlung alter deutscher Lieder Des Knaben Wunderhorn von v. Arnim und Brentano (2. Band, 1808) findet sich ein Lied mit diesem Titel, dessen Entstehungszeit unbekannt ist.
Der erweiterte Ausdruck Hans Dampf in allen Gassen wurde schließlich weithin bekannt gemacht durch die gleichnamige Erzählung des deutschen Schriftstellers und Wahlschweizers Heinrich Zschokke (1771–1848) aus dem Jahr 1814. Die Hauptperson darin ist „Hans, der Sohn des Bürgermeisters Peter Dampf“, der die oben genannten Eigenschaften in sich vereinigt. Lutz Röhrich schreibt auch, dass Hans Dampf in Gotha im 19. Jahrhundert eine leibhaftige stadtbekannte Persönlichkeit gewesen sei. Außerdem gebe es heute noch eine Gaststätte gleichen Namens. Röhrich zitiert an gleicher Stelle ein Lied: Die Wirkung des Dampfes oder das Leben auf der Thüringer Eisenbahn. Dessen 10. Strophe heiße:
Nun kommt auch Hans George, genannt der Hans Dampf.

Hat Abschied genommen, überstanden den Kampf (…)
Im Deutschen Sprichwörterlexikon (siehe auch: Wanders Deutsches Sprichwörter-Lexikon) von Karl Friedrich Wilhelm Wander heißt es:

„Ein Hans in allen Gassen gilt nichts, den soll man hassen.“

Hier kommt die zweifelhafte Note zum Ausdruck, die man auch meint, wenn man vom Hans Dampf spricht. Und weiter: „Es sind Hansen in allen Gassen, die des Rocks wöllen fünff zipffel haben“.
Nach Wander scheint der Hans im Deutschen die Projektionsfläche zu sein für wilde Vorstellungen und Spekulationen. Dem Hans sagt man vieles nach oder dichtet es ihm an. Wander hat dem Hans 108 Sprichwörter gewidmet, dazu 12 über Hänschen, 10 über Hänsel, eine über Hanserl, 6 über Hänslein sowie 3 über Hanswurst.